# Tavda (città)
Tavda è una città della Russia siberiana estremo occidentale (Oblast' di Sverdlovsk), situata nel bassopiano siberiano occidentale sulla sponda destra del fiume omonimo, 360 km a nordest del capoluogo Ekaterinburg; è il capoluogo amministrativo del Tavdinskij rajon.

## Società

### Evoluzione demografica
Fonte: mojgorod.ru
- 1959: 48.000
- 1979: 46.400
- 1989: 45.700
- 2007: 38.600